# Jon Tenney
Jonathan Frederick William „Jon” Tenney (ur. 16 grudnia 1961 w Princeton) – amerykański aktor.
Odtwórca roli agenta specjalnego FBI Fritza Howarda w serialu kryminalnego TNT Podkomisarz Brenda Johnson (2005–2012) i spin-off Mroczne zagadki Los Angeles (2012–2016), za którą wraz z obsadą był pięciokrotnie nominowany (2006, 2008, 2009, 2010, 2011) do Nagrody Gildii Aktorów Ekranowych. W 1998 został uhonorowany People’s Choice Award.

## Życiorys
Urodził się w Princeton w New Jersey. Jego matka, dr Lillian Sandra Baum, była psychiatrą, a jego ojciec, Frederick Haworth Tenney, był fizykiem–badaczem. Jego dziadkowie ze strony matki byli polskimi imigrantami żydowskimi, podczas gdy jego przodkowie ze strony ojca mieli pochodzenie angielskie.
Uzyskał tytuł Bakalaureata i w 1984 stopień doktora w Vassar College, gdzie specjalizował się w teatrze i filozofii. W latach 1986–1990 uczęszczał do Juilliard School.
Tenney zadebiutował jako aktor w objazdowej produkcji Toma Stopparda Prawdziwa rzecz w reżyserii Mike’a Nicholsa. W 1985 debiutował na Broadwayu w komedii Neila Simona Biloxi Blues. Występował w produkcjach off-broadwayowskich, m.in. zagrał tytułową rolę w komedii Moliera Świętoszek. Po raz pierwszy trafił na mały ekran w jednym z odcinków serialu kryminalnego ABC Spenser: Do wynajęcia (Spenser: For Hire, 1986) na podstawie powieści Roberta B. Parkera Spenser z Robertem Urichem. Dwa lata później zagrał postać Todda Hansena w dramacie sensacyjnym CBS Dowodzenie w piekle (Alone in the Neon Jungle, 1988) w reż. Georga Stanforda Browna z Suzanne Pleshette. Od 27 marca 1990 do 3 lipca 1991 występował w roli Petera Bauera w serialu ABC Sprawiedliwi (Equal Justice) z Sarah Jessicą Parker.
27 maja 1994 ożenił się z aktorką Teri Hatcher, z którą ma córkę Emerson Rose (ur. 10 listopada 1997). 5 marca 2003 doszło do rozwodu. 16 czerwca 2012 zawarł związek małżeński z producentką Leslie Urdang.

## Filmografia

### Filmy
- 1987: Nasty Hero (TV) jako Stu
- 1988: Dowodzenie w piekle (Alone in the Neon Jungle, TV) jako Todd Hansen
- 1990: Nocne zjawy (Night Visions, TV) jako Martin
- 1991: Klucze do królestwa (Daughters of Privilege, TV) jako Eric Swope
- 1991: Czarna lista Hollywood (Guilty by Suspicion) jako mąż kupujący
- 1993: Tombstone jako szeryf Johnny Behan
- 1993: Watch It jako Michael
- 1994: Lassie jako Steve Turner
- 1994: Assassination (film krótkometrażowy) jako Kevin Sans
- 1994: Gliniarz z Beverly Hills III (Beverly Hills Cop III) jako Levine
- 1995: Nixon jako Reporter 1
- 1995: Uwolnić orkę 2 (Free Willy 2: The Adventure Home) jako John Milner
- 1996: The Ring (TV) jako Paul Liebman
- 1996: Zmierzch złota (The Twilight of the Golds) jako Rob Stein
- 1996: Pierścionek (The Ring) jako Paul Liebman
- 1996: Hollywood Boulevard jako Joey
- 1996: Fantom (The Phantom) jako Jimmy Wells
- 1997: Lovelife jako Alan
- 1997: Polubić czy poślubić (Fools Rush In) jako Jeff
- 1998: With Friends Like These... jako Dorian Mastandrea
- 1998: Amatorzy w konopiach (Homegrown) jako pilot helikoptera
- 1998: Melodie miłości (Music from Another Room) jako Eric
- 1999: Love American Style (TV) jako David
- 1999: Entropy jako Kevin
- 1999: Trzej mężczyźni i ona (Advice From A Caterpillar) jako Suit
- 2000: Możesz na mnie liczyć (You Can Count on Me) jako Bob Steegerson
- 2002: Poszukiwana (Buying the Cow) jako Andrew Hahn
- 2002: 40 (film krótkometrażowy) jako Clem
- 2003: Second Born jako Leo
- 2003: Sixteen to Life (TV) jako Joe
- 2005: Humor Orientu (Looking for Comedy in the Muslim World) jako Mark
- 2009: Ojczym (The Stepfather) jako Jay
- 2010: Legion jako Howard Anderson
- 2010: Radio Wolne Albemuth (Radio Free Albemuth) jako Agent FBI 1
- 2010: Między światami (Rabbit Hole) jako Rick
- 2011: Green Lantern jako Martin Jordan
- 2011: A Year in Mooring jako rozwodnik
- 2013: As Cool as I Am jako Bob
- 2014: Dla ciebie wszystko (The Best of Me) jako Harvey Collier
- 2015: Kochajmy się od święta (Love the Coopers) jako dr Morrissey

### Seriale
- 1986: Spenser: For Hire jako Garrett
- 1988: Brudny tuzin (Dirty Dozen: The Series) jako Janosz Feke
- 1989: Murphy Brown jako Josh Silverberg
- 1990–91: Sprawiedliwi (Equal Justice) jako Peter Bauer
- 1993: Opowieści z krypty (Tales from the Crypt) jako Alex
- 1993: Zbrodnia i kara (Crime and Punishment) jako Ken O’Donnell
- 1995: Almost Perfect jako Adams / Tony Madden
- 1996: Nowe przygody Supermana (Lois & Clark: New Adventures of Superman) jako Lejtnant Ching
- 1996: Cybill jako Jack
- 1996: Good Company jako Will Hennessey
- 1997: Po tamtej stronie (The Outer Limits) jako Aidan Hunter
- 1997-98: Brooklyn South jako Patrol Sierżant Francis X. Donovan
- 1999–2000: Zejdź na ziemię (Get Real) jako Mitch Green
- 2001: Jak rozkochać milionera (Kristin) jako Tommy Ballantine
- 2001: Will & Grace jako Paul Truman
- 2004: Bez śladu (Without a Trace) jako pan Benjamin Palmer
- 2004: Joint Custody jako Henry
- 2004: Babski oddział (The Division) jako Hank Riley
- 2004: Bez pardonu (The District) jako Dan Lustig
- 2004: CSI: Kryminalne zagadki Las Vegas (C.S.I.: Crime Scene Investigation) jako Charlie Macklin
- 2005: Mistrzowie horroru (Masters of horror) jako David Murch
- 2005−2012: Podkomisarz Brenda Johnson (The Closer) jako Fritz Howard
- 2009: Amerykański tata (American Dad!) jako ojciec Carrington / Prawnik
- 2009–2010: Bracia i siostry (Brothers & Sisters) jako dr Simon Craig
- 2012: Newsroom jako Wade Campbell
- 2012–2016: Mroczne zagadki Los Angeles (Major Crimes) jako Fritz Howard
- 2013: King & Maxwell jako Sean King
- 2014–2016: Skandal (Scandal) jako gubernator/wiceprezydent Andrew Nichols
- 2015: Hand of God jako Nick Tramble
- 2017: Longmire jako agent FBI Vance
- 2020: NeXt jako agent specjalny Brian Farrell
- 2022: I tak po prostu (And Just Like That...) jako Peter